# Nahid Anahita Ratebzad
Nahid Anahita Ratebzad (paschtunisch اناهيتا راتبزاد; * 1931 in Guldara; † 7. September 2014 in Dortmund) war eine afghanische Diplomatin und Politikerin.

## Leben
Nahid Anahita Ratebzad besuchte das Malalai Lycée in Kabul und studierte in den 1950er Jahren an der Chicago School of Nursing Gesundheits- und Krankenpflege. In Kabul leitete sie ein Frauenkrankenhaus und lehrte Krankenpflege. Als 1963 an der Universität Kabul ein Lehrstuhl für Medizin eingerichtet wurde, arbeitete sie dort im Lehrkörper.
1965, nach Inkrafttreten der neuen Verfassung, setzte sie sich im Wahlkreis Kabul bei der Wahl zur Wolesi Dschirga gegen Mir Fath Muhammad als eine von vier Frauen durch. Bei handgreiflichen Auseinandersetzungen nach dem 25. Oktober 1965 schützte sie Babrak Karmal davor von Parlamentskollegen erschlagen zu werden. In dieses Gremium wurde sie 1969 erneut gewählt und fungierte dort als Vorsitzende. 1976 wurde sie in das Zentralkomitee der Demokratischen Volkspartei Afghanistans gewählt.
Im Zuge der Saurrevolution 27. April 1978 wurde sie in den Revolutionsrat der Demokratischen Republik Afghanistan gewählt und fungierte dort als Sozialministerin. Innerhalb der Demokratischen Volkspartei wurde sie der Parcham-Fraktion zugerechnet. Am 10. Juli 1978 wurde sie vom Parteiflügel der Chalqis als Sozialministerin entlassen und als Botschafterin nach Belgrad gesandt.
Von 1980 bis 1981 war sie in der Regierung von Babrak Karmal Bildungsministerin. 1989 gehörte sie dem Politbüro der Demokratischen Volkspartei an.